# Contemplatifs

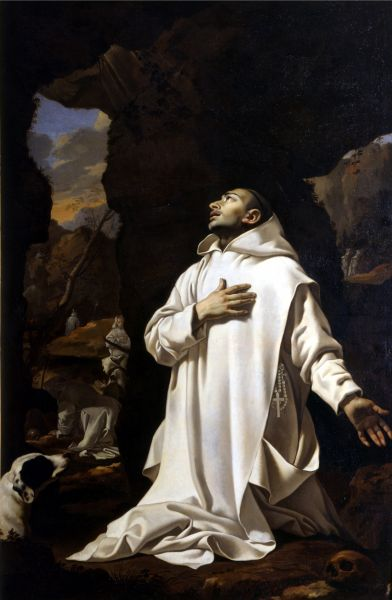
Saint Bruno le Chartreux (fondateur de l'Ordre des Chartreux) en extase.

Les contemplatifs sont des personnes qui, dans le catholicisme, sont généralement associées à des religieux cloîtrés, voués essentiellement à la recherche de Dieu. C'est-à-dire qu'ils n'ont normalement pas d'apostolat extérieur mais se consacrent à la prière, à la méditation, en communion d'âme avec Dieu.
Mais pour l’Église catholique, la vie contemplative n'est pas destinée à « une élite », ou uniquement aux religieux consacrés, cette vie de contemplatif est destinée à tous les chrétiens (même les laïcs). Tout croyant peut ainsi devenir un contemplatif. Certains auteurs rappellent que les non-chrétiens, voire les athées, sont susceptibles de vivre des « grâces contemplatives ».
L’Église catholique, ainsi que de nombreux religieux et mystiques indiquent que la vie contemplative débute par l'oraison, et qu'elle est un chemin « d'amour, de confiance et d'abandon en Dieu ». Ces auteurs ajoutent que la progression sur la voie de la vie contemplative demande également des efforts, des sacrifices et de traverser des épreuves. Épreuves qui se feront purificatrices pour la sanctification de l'âme. Les grâces mystiques particulières qui émaillent parfois le chemin du contemplatif (extases, stigmates, etc.) sont, d'après l’Église, exceptionnelles et des « dons gratuits de Dieu ».

## Définition
Si les contemplatifs sont généralement associés dans le catholicisme à des religieux cloîtrés, voués essentiellement à la recherche de Dieu, (comme les Clarisses, les Chartreux ou les carmélites), le catéchisme rappelle que « Dieu nous appelle tous à cette intime union avec lui », c'est-à-dire que tous les chrétiens sont donc appelés à devenir des contemplatifs. Mais le catéchisme précise que les « grâces spéciales ou des signes extraordinaires de cette vie mystique » ne sont accordés qu'à une minorité de croyants, « en vue de manifester le don gratuit que Dieu fait à tous ». Ce point concernant les grâces mystiques (réservées par Dieu à quelques-uns) est régulièrement repris par des auteurs religieux, comme le père Marie-Eugène de l'Enfant-Jésus, qui, citant les écrits de Thérèse d'Avila et Jean de la Croix, affirme que tous les chrétiens sont appelés à vivre une vie contemplative, mais pas (forcément) avec des extases, car Dieu, dans sa liberté, donne des grâces contemplatives à certains, mais pas à tout le monde. De nombreux autres religieux expriment régulièrement la même idée,.

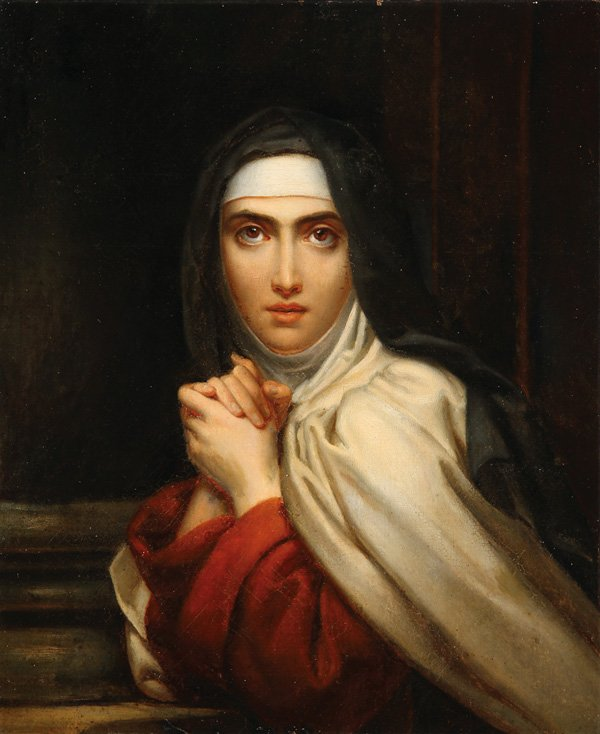
Thérèse d'Ávila, mystique carmélitaine.

Si pour l’Église catholique « tous le monde est appelé à la vie mystique et/ou la contemplation », les chrétiens comme les non-chrétiens, les chrétiens avec le baptême disposent des vertus infuses nécessaires pour débuter cette vie contemplative. Le père Marie-Eugène ajoute « toute âme peut être portée par Dieu à la plénitude de la vie mystique et de la contemplation »,. De même, pour les chartreux, le « but de leur vie est l'union à Dieu dans l'amour », « une union aussi profonde et aussi continuelle que possible qui s'achèvera au ciel dans la vision de Dieu tel qu'Il est ». C'est pour cela que dans leur engagement monastique, leur « vie tout entière est tournée vers ce but d'où le nom de « vie contemplative ». ». L'expérience contemplative n'est donc pas réservée aux chrétiens, ni même aux croyants : les athées peuvent avoir des grâces mystiques de contemplation (divine). Ainsi, le père carme Philippe de Jésus-Marie (ocd), cite comme exemple le cas d'André Comte-Sponville, athée, qui témoigne dans un de ses ouvrages d'une expérience mystique de contemplation. De même, un autre auteur non croyant à l'époque, Jean-Marc Potdevin, raconte lui une « grâce de contemplation divine » vécue involontairement, expérience mystique qui le bouleverse et qui l'amènera à un chemin de recherche spirituelle.

## Les ordres contemplatifs
Dès les premiers siècles de l’Église, des hommes et des femmes ont cherché à quitter leur vie quotidienne pour rechercher dans la solitude « l'union à Dieu »,. Si les premiers ordres contemplatifs se développent très vite (comme les bénédictins au VIe siècle) ceux-ci conservent une part de travail importante. Des ordres religieux à vocation pleinement contemplative se développent plus tard, au Moyen Âge avec les chartreux (XIe siècle), les carmes ou les clarisses (XIIIe siècle). Pour l'Église catholique, cette vie consacrée contemplative est une des sources de « la vie spirituelle dans l’Église ».
Parmi les ordres contemplatifs de l’Église catholique nous pouvons citer les Bénédictins, les Chartreux, les Cisterciens, les Trappistes, les Hiéronymites, les Carmélites, les Clarisses, les Conceptionnistes, les Visitandines, les moines et moniales de Bethléem.